# Bank of the West Classic 2005
Il Bank of the West Classic 2005 è stato un torneo di tennis giocato sul cemento.  
È la 35ª edizione del Bank of the West Classic, che fa parte della categoria Tier II  nell'ambito del WTA Tour 2005. 
Si è giocato al Taube Tennis Center di Stanford in California dal 25 al 31 luglio 2005.

## Campionesse

### Singolare
Kim Clijsters ha battuto in finale  Venus Williams, 7–5, 6–2.

### Doppio
Cara Black /  Rennae Stubbs hanno battuto in finale  Elena Lichovceva /  Vera Zvonarëva, 6–3, 7–5.